# ソムタム

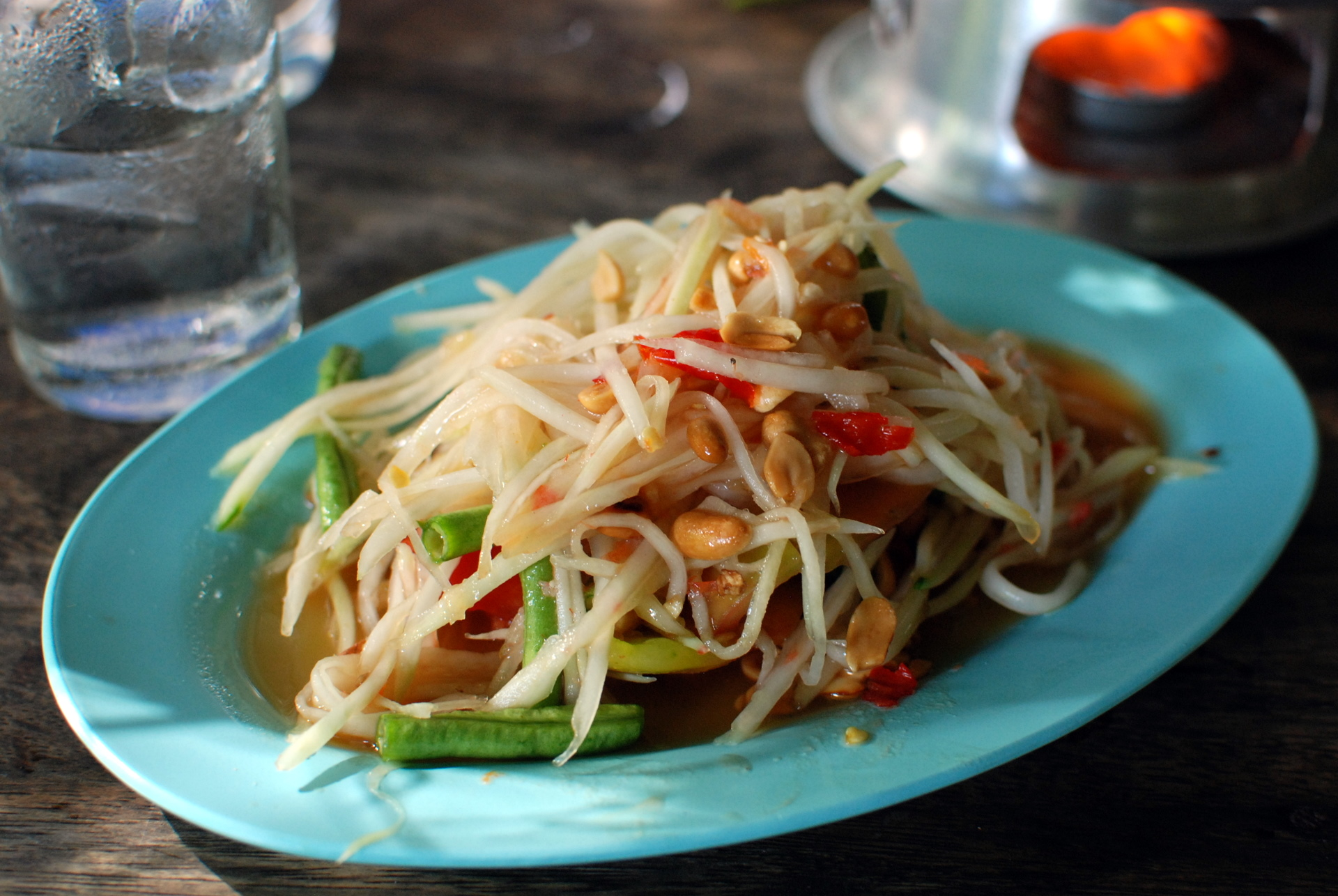
ソムタム

ソムタム (タイ語 ส้มตำ) はラオスやタイで食べられる青いパパイヤを使ったサラダ。もともとラオスとイーサーンの料理であるタムマークフン (ຕໍາໝາກຫຸ່ງ) が、変化を遂げながら南下し、タイ全域で広く食べられるようになった。現在では代表的なタイ料理のひとつとされている。
他にベトナムにも同様なものがあり、ゴイ・ドゥー・ドゥー（gỏi đu đủ）と呼ばれる。またマレーシアやミャンマーにも同様のものがある。
タイ料理の基本の4大要素である、パパイヤの甘い、ライムの酸っぱい、唐辛子の辛い、塩のしょっぱいが調和している。
ソム (ส้ม) は、タイ語で、「酸っぱい」を意味する。タム (ตำ) には「搗（つ）く」という意味がある。他にもタムソムという言い方がある。これらの言い方はタイ中央方言であり、イーサーン語ではタムバックフン (ตำบักหุ่ง หรือ ตำบักฮุ่ง) つまり「パパイヤ搗き」といい、ラオスでは同じ意味でタムマークフン (ຕໍາໝາກຫຸ່ງ) と呼ばれることが多いが、実際にラオスのタムマークフンは味の決めてがナンプラー（魚醤）ではなくパデーク（溜り魚醤）を使用するために、ラオス国内においてはソムタムとタムマークフンは別物とされる傾向がある。

## 種類
ソムタムの種類は加える材料によって実に多彩である。また、パパイヤの代わりにニンジンやマンゴー、キュウリで作る事もある。マンゴーで作られたソムタムを タムマムワン (ตำมะม่วง)、キュウリのものを タムテーンクワー (ตำแตงกวา) と言う。
ラオスやイーサーン地方などで食べられる本来のソムタム（ソムタム・ラーオ、または、ソムタム・プーと呼ばれる）には発酵させた（小さいサワガニの様な）カニが使用され、非常に辛くて酸っぱいという特徴がある。ただし生の蟹には寄生虫（ジストマ）がいる場合があるので注意が必要である。また、タイ中央部で好まれるソムタム・タイは干しエビで代用され、辛味を抑えたマイルドな味付けとなっており、現在ではこちらのほうがポピュラーである。調味料にはナンプラーを作る際の沈殿物であるプラーラーが用いられることもあり、いずれも美味である。

## 提供方法
常温で提供される。多くの場合、小さなセイロに入ったもち米がついてくるが、生のキャベツ、ウイングビーン（四角豆）、ほうれん草、豚の皮、場合によってはガイヤーン (ไก่ย่าง) と呼ばれる鶏肉を焼いたものとセットで提供される事もある。